# Jakoet (rund)

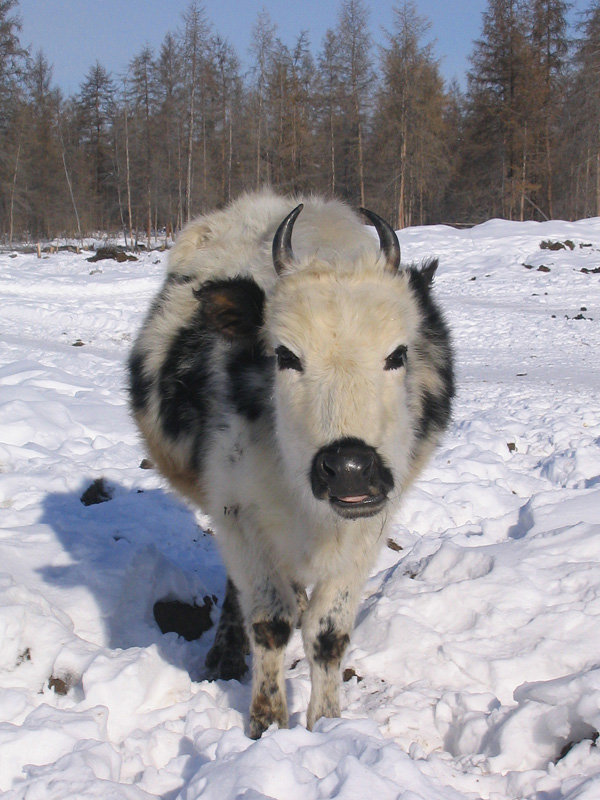
Jakoetische koe in het district Eveno-Butantay in Jakoetië in de Russische Federatie

De jakoet (Jakoets: Саха ынаҕа, Sacha inagi) is een runderras dat zijn oorsprong vindt in Jakoetië, Rusland. Ze staan bekend om hun extreme winterhardheid en tolerantie voor vriestemperaturen.

## Rasaanduiding
De jakoet wordt geclassificeerd als een dubbeldoelras: de runderen worden zowel voor de melk als voor het vlees gefokt. Soms worden de runderen ook gebruikt als trekdieren.
De gemiddelde melkproductie is circa 1.000 kg per jaar. De melk heeft een vetgehalte van 5,03% en een eiwitgehalte van 4,69%.

## Verspreiding
In 2009 werden er ongeveer 1200 raszuivere jakoetrunderen geteld, allemaal in Jakoetië in de Russische Federatie.  De fokpopulatie bestaat slechts uit 525 fokkoeien en 28 fokstieren, terwijl de rest voornamelijk uit melkkoeien bestaat. Het gevolg hiervan is dat dit runderras als bedreigd wordt bestempeld. Slechts 0,3% van de rundveestapel in Jakoetië bestaat uit dit runderras. Ongeveer 74% van het rundvee bevindt zich in het district Eveno-Bytantaysky. Daar worden de runderen gehouden door particuliere boeren en landbouwcoöperaties. Ook is het gebruikelijk dat niet-agrarische huishoudens een paar runderen houden voor het privégebruik.
Hun aanpassing aan de extreme klimatologische omstandigheden in Noord-Siberië, hun genetische vermogen en de daaruit voortvloeiende hoge genetische waarde en hun culturele waarde hebben ertoe geleid dat de Russische regering een wet heeft aangenomen om deze runderen te beschermen en instandhouding van het ras te waarborgen.